# Источни Словени
Источни Словени (блр. Усходнія славяне; рус. Восточные славяне; укр. Східні слов'яни) су група словенских народа који насељавају подручје источне Европе. Државе у којима чине већину становништва су: Белорусија, Русија и Украјина. Говоре источнословенским језицима и употребљавају ћириличко писмо. Највећим делом су православни хришћани, а мањи део припада гркокатоличкој цркви.

## Источнословенски народи
У савремене источнословенске народе спадају, према азбучном редоследу:
- Белоруси, који говоре белоруским језиком и чине највећи део становништва у данашњој Белорусији.
- Руси, који говоре руским језиком и чине највећи део становништва у данашњој Русији.
- Русини, који говоре русинским језиком и признати су као посебан народ у неколико држава,[1] укључујући и Србију.[2]
- Украјинци, који говоре украјински језиком и чине највећи део становништва у данашњој Украјини.

## Историја
Током раног средњег века, у областима источне Европе живело је неколико словенских племена, чије је политичко обједињавање извршено током 9. и 10. века, у оквирима велике Кијевске Русије. Током кијевско-руског периода, спроведен је процес христијанизације. Тадашњи књижевни језик је био црквенословенски, а говорни староруски. Током 11. и 12. века, на подручју Кијевске Русије започео је процес стварања удеоних кнежевина.
Након монголске најезде у 13. веку, дошло је до знатног слабљења удеоних кнежевина. Током 14. и 15. века, западне кнежевине су постепено потпале под утицај, а потом и под власт Велике Кнежевине Литваније и Краљевине Пољске, док су источне кнежевине током времена обједињене под влашћу Московске велике кнежевине, која је потом прерасла у Руско царство.
Поменута политичка подељеност на источни и западни део довела је до постепеног настанка разних регионалних посебности. Током 15. и 16. века, књижевни језик је почео да се развија у два смера. У областима Руског царства настаје источноруска (московска) редакција, док се у западним областима (под пољско-литванском влашћу) развија западноруска редакција. Слични процеси су дошли до изражаја и у развоју говорног језика, који је западним областима попримио разна регионална обележја.
Источни Словени су своју народност и језик означавали путем разних ендонимских (изворних) назива, изведених из старог руског имена. На основу тих назива, већ током средњег века обликовани су и одговарајући појмови у западној терминологији (лат. Rusi, Russi, Rusci). Међутим, упоредо са тим називима, појавило се и неколико специфичних егзонимских (страних) појмова који су у старијој латинској терминологији означавали поједине античке народе. Пошто је у средњовековној историографији постојао обичај да се имена античких народа преносе на савремене народе, поједини западни хроничари су неке од таквих појмова почели да употребљавају за означавање источнословенског становништва. Један од таквих назива је био и термин Рутени (лат. Rutheni). али тај вештачки појам се није одомаћио у народном говору, нити је икада прихваћен као народни назив од стране било које словенске групе, тако да током целокупне историје није постојао ни један словенски народ чији би припадници сами себе на сопственом језику називали Рутенима.
Током 16. и 17. века, међу православним Источним Словенима у југоисточним деловима Пољско-литванске државе и североисточним деловима Угарске дошло је до постепеног прихватања уније са Католичком црквом. Први талас унијаћења, који је покренут склапањем Брестовске уније (1596), захватио је Источне Словене у оквиру пољско-литванских граница. Други талас унијаћења, који је покренут склапањем Ужгородске уније (1646), захватио је Источне Словене у оквиру угарских граница.
Током 17. и 18. века, руска држава је постепено успела да потисне пољско-литванску и кримско-татарску власт из западних и јужних области, тако да се готово сво источнословенско становништво нашло у саставу велике Руске империје, осим најзападнијих (карпатских) области које су биле у саставу Хабзбуршке монархије.
Током 19. века, у време успона националних идеја, у западним областима Русије дошло је до појаве украјинског, а затим и белоруског покрета, док се у источнословенским областима суседне Аустроугарске монархије јавља и русински покрет. У исто време, појавио се и сверуски покрет, који је промовисао идеју источнословенског заједништва у оквиру јединственог сверуског народа, састављеног од три огранка, који су означавани као: великоруски, белоруски и малоруски.
Након избијања грађанске Фебруарске револуције (1917), дошло је до наглог слабљења централне власти, услед чега је представницима украјинског националног покрета омогућено да у Кијеву успоставе аутономне органе власти, који су након избијања бољшевичке Октобарске револуције прогласили стварање Украјинске Народне Републике (1918). У исто време, бољшевичке власти су такође промовисале идеју о различитости руског, белоруског и украјинског народа, што је довело до стварања три посебне совјетске републике (руске, белоруске и украјинске), које су потом ушле у састав Совјетског Савеза.
Током раздобља совјетске власти, заокружен је процес конституисања посебних нација (руске, белоруске и украјинске), с тим што бољшевички режим није признавао посебност русинског народа, који је након совјетског запоседања и прикључења галичко-карпатских области (1939—1945) био подвргнут украјинизацији.

## Религија

### Стара вера
Код Источних Словена се ССВ развила до стадијума храмова, можда би бољи израз био светилишта, и идола, односно кумира. ССВ је била тесно повезана са државом, али за разлику од Полабља, где је свештеник имао неретко и већу моћ од владара, у Русији су свештеници имали готово искључиво религиозну улогу. Прелазак владајуће класе међу Русима у хришћанство је означио крај јавном поштовању Старих Богова у Русији, али је то настављено кришом и временом прерасло у руско Православље који са грчком Ортодоксијом готово да нема везе. За Русију је карактеристична доста чудна и нерасветљена веза између свештенства ССВ и свештенства руског Православља. Данас се сматра (у званичним круговима) да је Несторова Хроника најстарији руски писани спис. Писао га је монах Нестор крајем XI века и у њему се показује одлично познавање ССВ иако је хришћанство главна и једина религија у Русији више од века. Друга још чуднија ствар везана је за Велесову књигу, чији су одломци пронађени у списима које је писао новгородски архиепископ неколико векова касније.

#### Божанства
На основу података који су садржани у уговорима између Византије и Русије из 945. и 971. године, односно у такозваној „Првобитној хроници”, компилираној око 1111. године дознајемо имена најважнијих божанстава Кијевске Русије. Најпре се помињу богови Перун и Волос. Кнез Владимир је 980. године обележио почетак своје владавине у Кијеву на тај начин што је на једном брежуљку поставио дрвени идол Перуна са сребрном главом, а уз њега и идоле Хорса, Дажбога, Стрибога, Симаргла и Мокош, да би испред њих са својим народом приносио жртве. Истовремено је и Владимиров ујак у Новгороду поставио Перунов идол. Из наведених података је извесно да је врховни бог руског пантеона био Перун. Остала божанства, посебно Хорс и Симаргл, вероватно не припадају
словенском пантеону. Једино је аутентична богиња Мокош, јер се помиње и у каснијим хомелијама.
Источнословенски пантеон није заснован ни на хијерархијским нити на родбинским односима. Идоли најзначајнијих божанстава постављени су на врховима брежуљака, под ведрим небом. Неизвесно је како су изгледала места жртвовања, као и места жртви. Свештенство није поменуто ни у једном историјском извору, а нема ни података о прорицању и врачању.

#### Светилишта
У писаним изворима није поменуто ниједно светилиште код Источних Словена. Археолошким истраживањима откривени су, међутим, на локалитету Перин у близини Новгорода, остаци дрвене конструкције са основом у облику октогоналне розете, која је протумачена као Перунов храм. У средишту конструкције нађено је угљенисано дрво, које указује да се ту налазио идол и место на коме је горела ватра, док је један раван камен у близини протумачен као жртвеник. У старој Ладоги откривен је фрагментован дрвени идол брадатог божанства из IX или X века, са коничним шлемом на глави.

#### Велесова Књига
„Велесову књигу” многи историчари оспоравају, тврдећи да је у питању фалсификат, будући да Словени нису имали писмо пре него што су Ћирило и Методије осмислили глагољицу. Контрааргумент је да је Црноризац Храбар својевремено записао да су се пре него што су св. Браћа саставила глагољицу Словени за писање користили „чртама и резама”, а германски хроничар Титмар наводи да су на словенским идолима била урезана њихова имена.